# 魔王的秘書
《魔王的秘書》（日语：魔王の秘書）為日本漫畫家鸭锅かもつ的作品。於《Comic Earth Star》（日语：コミック アース・スター）上連載，日本單行本第一卷於2017年4月12日發售。

## 故事概要
在勇者誕生的同時，魔王也復活了。但因為魔王睡懶覺而足足遲了十四年才開始征服世界。魔王為了探聽情報而派手下抓捕人類精英。結果抓回來的秘書卻揚言全力拹助。下屬太優秀顯得上司很無能的魔王城職場故事。

## 人物

### 魔王軍
- 魔王

魔物統治者，因為秘書太能幹而開始覺得自己可有可無。
在勇者誕生的同時復活，但因為睡懶覺而足足遲了十四年才開始征服世界。
被秘書以「勇者看到人類倒戈給魔王當秘書會有多絕望」說服給予其秘書一職。
因為沉睡三百年，思想有點跟不上時代。
- 秘書

魔王為了探聽情報而派手下抓捕人類秘書，原為某人類先進國家任職。
由抓捕開始一直冷靜應對全力配合，甚至說服魔王給予秘書一職。
曾揚言三日就能征服世界，但由於實行方案為不顧後果的毀滅性焦土政策而遭全魔王軍反對。
中短髮眼鏡娘，被部分讀者戲稱為蔡英文。
本身是孤兒，沒有名字只有外號。自稱在人類社會見識過地獄而努力躋身當權者身旁。
- 喵姆科隆

魔王的左右手之一。一開始對身為人類的秘書有意見，但見識到秘書手段後改觀。
被勇者打倒了。
- 達魯麥德

魔王的左右手之一，營運部長。
- 多莫魯伽

經理部長，具變身能力。
興趣是變成人類女性。

### 人類
- 國王

秘書原本所在國家的國王，在聽到秘書辭職後當場歡呼。
在秘書離開後為所欲為，開除所有會讓他想起秘書的人﹙戴眼鏡、戴方巾、頭髮七三分界﹚、亂買裝備，甚至立法禁止女性戴眼鏡和亂加稅收。
- 勇者

人類勇者，在魔王復活的同時誕生，因為魔王睡懶覺而好好長大。

## 部門
- 經理部

負責管理軍需資金，主要為襲擊人類搶回來的貨幣。性能高的裝備和難搶到的物品會由主管變身人類前去採購。
以前因魔王的命令而只能搶一半，被秘書要求連人類的底褲都要剝回來。
主管自稱擅長變身人類女性，但變身前後外觀都屬戰鬥型。
- 開發部

負責對人類陷阱和魔法開發，同時包括魔王城設施改造，當中不少開發狂人。
主管觸手怪能令人類女性懷孕，原本工作為令人類女性懷孕誕下高智能魔物，但因為人類女性懷孕後全都成了母老虎而開始對工作生厭。
因為主管覺醒父性而同情生活困難的人類，被秘書安排把這些人類抓回來洗腦再送回去。
- 總務部

負責管理武器和道具配給，不能自帶裝備。
以前規定每個種族只配備同一種武器，現在因秘書意見而改成有更多武器選擇。
- 營業部

負責上前線和人類戰鬥，為魔王軍主力。
由於傷亡率極高加上血氣方剛，經常找其他部門麻煩。
- 人事部

又名拷問部，主要負責拷決和處決背叛者。
為遵守倫理而不能吃被處決者，被處決者會作為不死者復活。

## 用語
- 野生魔物

和魔王軍魔物差別主要是否效忠魔王，大部份欠缺征服世界的欲望。因為近年人類變強的關係而向著「過度溺愛子女」和「有沒子女也沒所謂」的極端發展。
- 資源回收

回收剩餘物資循環再用，例如用吃剩的骨頭做成家具，把被處決者會作為不死者復活。
- 報時魔物

外型像公雞，每小時叫一次，有二十四種叫聲，不睡覺。
- 群魔夜舞

魔王軍培養的偶像團體，負責在人類中掙錢。
利用變身魔法變成美少女，再用混亂魔法降低觀眾判斷力，然後以魅惑魔法配合跳舞魔法吸引觀眾。
- 勇者欺詐

為防止魔王軍襲擊年幼勇者，勇者年齡、性別和出生地等情報一律保密。導致有人冒充勇者到平民家翻箱倒櫃。
- 亞人

魔物和人類混血所生。人類因為外型，魔物則認為是厄災，所以無處容身。
後來被秘書發現具有對聖水的耐性以及讓退魔效果失效的能力，而被魔王軍接受。

## 出版書籍
- 鴨鍋かもつ《魔王の秘書》EARTH STAR Entertainment〈Earth Star Comics〉
  1. 2017年4月12日發售、ISBN 978-4803010138

## 外部連結
- （日語）  （页面存档备份，存于）日本官方網站
- （日語）  （页面存档备份，存于）twitter